# Második Evangjeli-kormány
A második Evangjeli-kormány az 1912-ben függetlenné vált Albánia időrendben tizenkilencedik (az ügyvezető kormányszerveket is számolva harmincadik), 1930. március 6-a és 1931. április 11-e között hivatalban lévő, Pandeli Evangjeli vezette kormánya volt. Az I. Zogu uralkodásának második évében, viszonylag nyugodalmas bel- és külpolitikai környezetben hivatalba lépő kormány főbb intézkedései közé a régóta várt, de a korrupció miatt akadozva végrehajtott földreform és a megszigorított cenzúratörvény tartozott. Ezek mellett kapacitásait a nagyobb pénzügyi, politikai és katonai befolyásra törekvő Olaszország diplomáciai lépéseinek elhárítása kötötte le, de a rossz mezőgazdasági terményhozamok miatt végül az uralkodó, I. Zogu az olaszokkal való tárgyalásra, egy pénzügyi segélymegállapodás tető alá hozására utasította a kormányt. Az olasz befolyás megnövekedésének réme felzúdulást keltett Albániában, ezért a király feloszlatta az Evangjeli-kabinetet, de kilenc nappal később, 1931. április 20-án Evangjeli megalakíthatta harmadik kormányát.

## Megalakulása és összetétele
Az Albán Királyság kikiáltásakor a miniszterelnöki munkát megkezdő Koço Kota kormányának működését egyre nagyobb elégedetlenség övezte, a külföld is több bírálatot fogalmazott meg vele szemben. A kritikák legfőbb oka a gazdasági körülmények mellett a hadi túlköltekezés és az olaszorientációs politika volt. A nyomásnak engedve I. Zogu 1930. március 5-én feloszlatta a Kota-kabinetet, és másnap Pandeli Evangjelit kérte fel a kormányalakításra. A közvélemény megnyugvással fogadta a lépést. Evangjeli még aznap, 1930. március 6-án megalakította kormányát, két-két muszlim, ortodox és katolikus miniszterrel (két tárcavezetői, a belügy- és a közmunkaügyi miniszteri poszt ekkor még betöltetlen maradt). Az előző Kota-kormányból egyedül a külügyminiszter Rauf Fico tartotta meg tisztségét 1930 novemberéig. A pénzügyminiszter Kolë Thaçi, a nemzetgazdasági miniszter Mehdi Frashëri, az igazságügy-miniszter Vasil Avrami, a közoktatási miniszter Hilë Mosi lett, tíz nappal a kormány megalakulása után pedig Izet Dibrát bízták meg a közmunkaügyi tárca vezetésével. A higgadt és kompromisszumkész Evangjeli mellett a kormány „erős emberének” az 1930 novemberében a belügyi tárca élére kinevezett Musa Juka számított. Amikor például I. Zogu 1931 elején csaknem két hónapot Bécsben időzött, gyakorlatilag Juka irányította az államügyeket.
| Az Evangjeli-kormány minisztertanácsának tagjai | Az Evangjeli-kormány minisztertanácsának tagjai | Az Evangjeli-kormány minisztertanácsának tagjai |
| Név                                             | Tisztség                                        | Hivatali idő                                    |
| ----------------------------------------------- | ----------------------------------------------- | ----------------------------------------------- |
| Pandeli Evangjeli                               | miniszterelnök                                  | 1930. március 6. – 1931. április 11.            |
| Pandeli Evangjeli                               | ügyvivő külügyminiszter                         | 1930. november 3. – 1931. április 11.           |
| Rauf Fico                                       | külügyminiszter                                 | 1930. március 6. – 1930. november 3.            |
| Rauf Fico                                       | ügyvivő belügyminiszter                         | 1930. március 6. – 1930. november 3.            |
| Musa Juka                                       | belügyminiszter                                 | 1930. november 3. – 1931. április 11.           |
| Vasil Avrami                                    | igazságügy-miniszter                            | 1930. március 6. – 1931. április 11.            |
| Kolë Thaçi                                      | pénzügyminiszter                                | 1930. március 6. – 1931. április 11.            |
| Hilë Mosi                                       | oktatásügyi miniszter                           | 1930. március 6. – 1931. április 11.            |
| Hilë Mosi                                       | ügyvivő közmunkaügyi miniszter                  | 1930. március 6. – 1930. március 16.            |
| Izet Dibra                                      | közmunkaügyi miniszter                          | 1930. március 16. – 1931. április 11.           |
| Mehdi Frashëri                                  | nemzetgazdasági miniszter                       | 1930. március 6. – 1931. április 11.            |

## Tevékenysége

### Bel- és külpolitika
Az Albán Királyság második éve, amelyben az Evangjeli-kormány hivatalba lépett, bel- és külpolitikai szempontból is viszonylag nyugodalmasnak volt mondható. 1930 végétől országszerte alakultak ugyan egymással laza kapcsolatban álló politikai körök és titkos szervezetek, amelyek a nagybeteg hírében állt I. Zogu megbuktatását, majd politikai irányultságtól függően a köztársaság újbóli kikiáltását vagy az olasz annexiót készítették elő, tényleges veszélyt azonban ezek nem jelentettek a rezsimre. Az uralkodó és kormánya kemény kézzel tartotta a gyeplőt. 1931 januárjában új cenzúratörvényt vezettek be, amely bűncselekménynek, a királysággal szembeni ellenséges propagandának minősítette a kormány tagjainak nyilvános bírálatát. Az új törvénynek nem késlekedtek érvényt szerezni, a sajtóban heves kormányellenes támadást intéző Nebil Cika újságírót például felség- és alkotmánysértés vádjával azonnal perbe fogták.
A korábbi évtizedekben Albániát bekebelezni kívánó szomszédos országokkal való kapcsolatok szintén normalizálódtak, bár a feszültségek továbbra is jelen voltak a kétoldalú kapcsolatokban. Amikor 1930. június 26-án egy albán határőr Shirokában megölte Giuseppe Chesti olasz hadmérnök hadnagyot, majd a határon átszökve Jugoszláviában kért menedékjogot, az albán kormány rögtön a jugoszláv kormányt sejttette a háttérben. Bár ez ügyben később kiderült, indokolatlan volt a jugoszlávok elleni vád, a belgrádi kormány azért nem tett le albániai aspirációiról. A Bécsben időző uralkodó, I. Zogu ellen 1931. február 20-án elkövetett merényletet követő vizsgálatok során a szálak valóban a jugoszláv kormányhoz vezettek, ahogy az is kiderült, hogy a jugoszláv–albán határnál általuk felfegyverzett albánok vártak a sikeres merénylet hírére, hogy megtámadják Albániát és elűzzék kormányát. A térségi államközi kapcsolatok normalizálódását jelezte azonban, hogy 1930 októberében Albánia, Bulgária, Görögország, Jugoszlávia, Románia és Törökország képviselőinek részvételével Athénben sor került az első Balkán-konferenciára. A résztvevők megállapodtak külügyminisztereik évenkénti találkozójáról és az államközi együttműködést szorosabbra fűző balkáni egyezmény körvonalairól. Az első értekezletre 1931 januárjában került sor Szalonikiben, amelyen Albániát S. Stavri athéni albán követ képviselte, jóllehet, a békülést nem szolgálta a görögországi és jugoszláviai albán kisebbség jogaiért kiálló felszólalásával. Evangjeli kormánya 1930. július 16-án kedvezően reagált az 1929 szeptemberében Aristide Briand francia miniszterelnök kezdeményezte Európai Szövetségi Unió gondolatához, az európai béke szempontjából is üdvösnek tartotta a politikai-gazdasági közösség gondolatát.

### Gazdaság
A nyugalmasnak mondható bel- és külpolitikai helyzet kedvezett a gazdaságpolitika és más szakpolitikai területek kibontakozásának. Az Evangjeli-kormány egyik első intézkedése volt az 1930. április 13-án a nemzetgyűlés által is megszavazott, régóta várt földreform. Az ország birtokszerkezete csaknem két évtizeddel a függetlenség elnyerését követően még mindig feudális jegyeket viselt magán. A megművelhető területek egyharmada mindössze kétszáz nagybirtokos kezén volt, akik részes művelésre adták ki földjeiket, cserébe a parasztoknak a termény harmadát-felét kellett beszolgáltatniuk. Ez nem csupán társadalmi, hanem gazdasági szempontból is problémás volt: a messzemenően hátrányos feltételek mellett az albániai termőterületeknek mindössze 10%-át művelték meg. A földreform ugyanakkor nem az Evangjeli-kormány érdeme volt, hanem az uralkodóé, aki két évvel korábban bízta meg Giovanni Lorenzoni olasz agrárközgazdászt a törvénytervezet előkészítésével, amelynek főbb pontjai a következők voltak:
- 40 hektárban maximálták a családfők kezében összpontosuló birtoktesteket, de feleségeik és férfi családtagjaik nevén további 5-5 hektár szántó és 10-10 hektár legelő maradhatott, vagyis egy két felnőtt fiúval rendelkező, házas családfő 95 hektárnyi megművelendő terület felett rendelkezett;
- az így a családok kezén maradt birtokok és birtokrészek elidegeníthetetlenek voltak;
- a nagybirtokokból ezután maradt földterületek egyharmadát államosították, kompenzációként az egykori tulajdonosok az erre a célra alapított Állami Mezőgazdasági Bank részvényeit kapták meg hektáronként 20 aranyfrankos értékben, majd a földeket a korábbi paraszti bérlőknek részletfizetési lehetőség mellett továbbadták;
- a fennmaradó kétharmad földterület tulajdonosaik használatában maradt további tizenöt évre azzal a feltétellel, hogy megművelik, a termelési szerkezetet és infrastruktúrát korszerűsítik, ellenkező esetben az állam beavatkozhatott és ezeket a birtoktesteket is elidegeníthette;
- amennyiben a tulajdonos a használatában maradt területeket bérbe adta, köteles volt a termelési költségeken egyenlő arányban osztozni a bérlővel.[18]

A májusban életbe lépett törvény végrehajtása azonban lassan és nehézkesen ment, aminek elsődleges oka az volt, hogy Albániában ez időben nem volt megbízható kataszteri nyilvántartás, legelőször is tehát ezt kellett elkészíteni, hogy a kiosztandó földterületeket megállapíthassák. Másfelől a kompenzációhoz szükséges tőke is hiányzott az államkincstárból, emellett a rendszerszerű állami korrupció következményeként a legnagyobb földesúri családok mentességet kaptak a törvény hatálya alól.
A gazdasági helyzet másik sarkalatos pontja az Olaszországtól való függés volt. A kormány hivatalba lépésekor kétezer olasz szakértő dolgozott Albániában, egytizedüket állami posztokon alkalmazták, főként a hadseregben (a tisztek hetede olasz volt) és más fegyveres testületekben, mellettük mérnökök, agronómusok stb. vettek részt a különböző infrastrukturális beruházásokban és a termelőegységek munkájában. Emellett 1931-ben véget ért az Olaszország által még 1925–1926-ban a tiranai paktum keretében nyújtott pénzügyi hitelek törlesztési időszaka, az albán államnak azonban még tetemes hátraléka volt az adósság törlesztésében. Az olasz diplomácia már 1930-tól sürgette a paktum megújítását, hogy a kis balkáni ország függésének növelésével igazolhassa Albánia-politikája helyességét az olasz közvéleménynek. Az albán uralkodó, I. Zogu makacsul elhárította a tárgyalások megkezdésére irányuló kéréseket. Evangjeli miniszterelnök a tiranai brit követtel folytatott négyszemközti megbeszélésen 1931 elején még szintén annak a véleményének adott hangot, hogy a kölcsönt biztosító tiranai paktumok idejétmúltak, és a stabil albán gazdaságnak nincs szüksége a meghosszabbításukra. 1931 januárjában erős földrengés rázta meg a délkelet-albániai Korça vidékét, tízezer ember vált hajléktalanná. A kedvezőtlen tavaszi időjárás miatt ráadásul különösen rossz terméshozamok elé nézett az ország, Albánia a legalapvetőbb mezőgazdasági terményekben is behozatalra szorult, ezzel párhuzamosan két fő exportterméke, a vaj és a sajt piaca is visszaszorult a közeli országokban. Április elején így hát megindultak a tárgyalások a két ország között a további olasz pénzügyi támogatás kereteiről, amelynek során Dino Grandi olasz külügyminiszter egyfelől hajlandónak mutatkozott határozatlan idejű haladékot adni Albániának tartozásai megfizetésére, emellett újabb, viszonylag kisebb összegű segélyeket helyeztek kilátásba az égető kérdések orvoslására. Az uralkodó az ajánlatot elfogadva utasítást adott az Evangjeli-kormánynak a tárgyalások folytatására.

### Feloszlása
A megújuló olasz–albán gazdasági tárgyalásokat országszerte felzúdulás fogadta az olaszok térnyerését egyébként is aggodalommal követő albán társadalom valamennyi rétege körében. Ahogy egy évvel korábban a Kota-kormánnyal szemben megfogalmazott elégedetlenség fő oka az olaszorientáció volt, a lakosság ismét attól tarthatott, hogy egy újabb paktum a nagy adriai szomszédtól való gazdasági és politikai függőségüket növelné. A kormány és a Zoguhoz hű politikai osztály egyes tagjai szintén egyet nem értésüket fejezték ki, ezért I. Zogu 1931. április 11-én feloszlatta az Evangjeli-kabinetet. Kilenc nappal később, április 20-án az uralkodó kinevezte az ország új kormányát, a miniszterelnöki megbízást azonban újra Evangjeli kapta.